# Чистопольский уезд
Чистопольский уезд — административно-территориальная единица Казанской губернии, существовавшая в 1781—1920 годах. Уездный город — Чистополь.

## Административное деление
В 1913 году в уезде была 21 волость:
- Аксубаевская (центр — с. Аксубаево),
- Билярская,
- Богородская,
- Больше-Толкишевская (центр — с. Малый Толкиш),
- Егоркинская,
- Ерыклинская,
- Изгарская,
- Каргалинская,
- Красноярская,
- Кутеминская,
- Кутушская,
- Муслюмкинская,
- Ново-Адамская (центр — с. Савруши),
- Ново-Шешминская (центр — с. Ново-Шешминск),
- Седелькинская,
- Старо-Альметевская (центр — д. Альметева),
- Старо-Иванаевская,
- Старо-Максимкинская (центр — д. Большая Чулпанова),
- Старо-Мокшинская (центр — с. Кривозерки),
- Старо-Челнинская,
- Старо-Шешминская (центр — с. Старо-Шешминск).

Вскоре после революции из части Изгарской волости была выделена Чебоксарско-Ленинская волость, 17 ноября 1920 года Ерыклинская волость была разделена на Утяшкинскую и Ракашевскую.

## История
Чистопольский уезд был образован в составе Казанского наместничества в 1781 году. В 1796 году Казанское наместничество стало именоваться губернией.

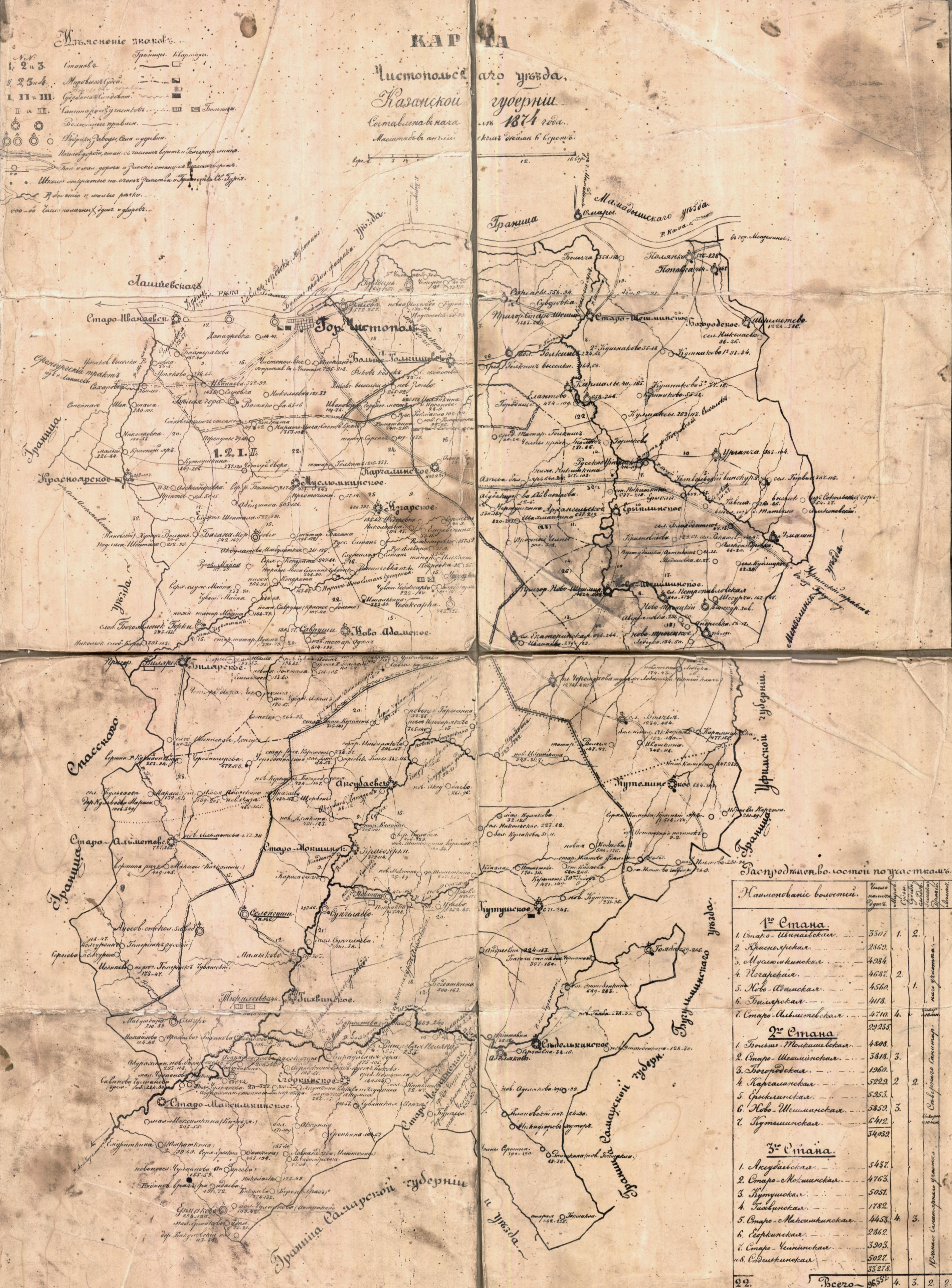
Карта Чистопольского уезда, 1874 г.

По данным 1899 года в уезде насчитывалось 69 приходов Казанской епархии.
В 1920 году Чистопольский уезд был упразднён, а его территория вошла в состав Татарской АССР как Чистопольский кантон.

## Население
По данным переписи 1897 года в уезде проживало 305 711 чел. В том числе русские — 48,4 %, татары — 32,2 %, чуваши — 16,2 %, мордва — 3,2 %. В уездном городе Чистополе проживало 20 104 чел.